# Aeroportul Internațional Šiauliai
Aeroportul Internațional Šiauliai (IATA: SQQ, ICAO: EYSA) este un aeroport din Šiauliai, Šiauliai City Municipality⁠(d), Lituania ce deservește zona Šiauliai. Aeroportul a fost tranzitat în 2021 de 517 pasageri. A fost deschis în 1931.
Situat la o altitudine de 135 m, aeroportul dispune de 2 piste. Este operat de Lithuanian Air Force⁠(d).

## Infrastructură

### Piste
Aeroportul dispune de 2 piste. Pista 14L/32R are suprafața de asfalt și dimensiunile 3.500 m × 45 m. Pista 14R/32L are suprafața de asfalt și dimensiunile 3.280 m × 30 m. 